# Subhūti
Subhūti (in cinese 须菩提, in pinyin Xūpútí; ... – V secolo) è stato un monaco buddhista indiano, uno dei dieci grandi Śrāvaka di Gautama Buddha.
Si narra che a causa della sua padronanza della meditazione della gentilezza amorevole (mettā), ogni dono offertogli portava il più grande merito al donatore. Per questo motivo, il Buddha lo dichiarò il discepolo che più era degno di doni (dakkhiṇeyyānaṃ). In Prakrit e Pāli, il suo nome significa letteralmente "Buona Esistenza" (su: "buono", bhūti: "esistenza"). A volte viene anche chiamato "Vecchio Subhūti" (Subhūti Thera). Era un contemporaneo di arhat famosi quali Śāriputra, Mahākāśyapa, Maudgalyāyana, Mahākātyāyana e Ānanda.

## Nel buddismo Theravada
Nel buddismo Theravada, Subhūti è famoso come il monaco che era più degno di doni a causa della sua pratica dell'assorbimento sulla gentilezza amorevole (mettā-jhāna) prima di ricevere l'elemosina.
Era il figlio di Sumana-seṭṭhī e il fratello minore di Anāthapiṇḍika. Il giorno della dedicazione di Jetavana, ascoltò il Buddha predicare e lasciò il mondo comune. Dopo l'ordinazione padroneggiava le due categorie di regole Vinaya e, dopo aver ottenuto un soggetto per la meditazione, viveva nella foresta. Lì sviluppò insight e raggiunse la condizione di arhat sulla base del mettā-jhāna. Insegnando il Dhamma senza distinzioni o limitazioni, fu dichiarato capo di coloro che vivevano remoti e in pace (araṇavihārīnaṃ aggo) e di quelli che erano degni di doni (dakkhiṇeyyānaṃ) (Ai24; cfr. Ud.vi.7, dove il Buddha elogia la sua competenza nella meditazione). Si dice che quando andava a chiedere l'elemosina produceva mettā-jhāna ad ogni porta, quindi ogni dono fatto a lui era del massimo merito. Nel corso dei suoi viaggi arrivò a Rājagaha e Bimbisāra promise di costruirgli una dimora. Tuttavia, il re dimenticò la sua promessa e Subhūti meditò all'aria aperta. Non c'era pioggia e, scoprendo la causa, il re fece costruire una capanna di foglie per lui. Non appena Subhūti entrò nella capanna e si sedette a gambe incrociate sul letto di fieno, la pioggia cominciò a cadere.

## Nel buddismo Mahāyāna

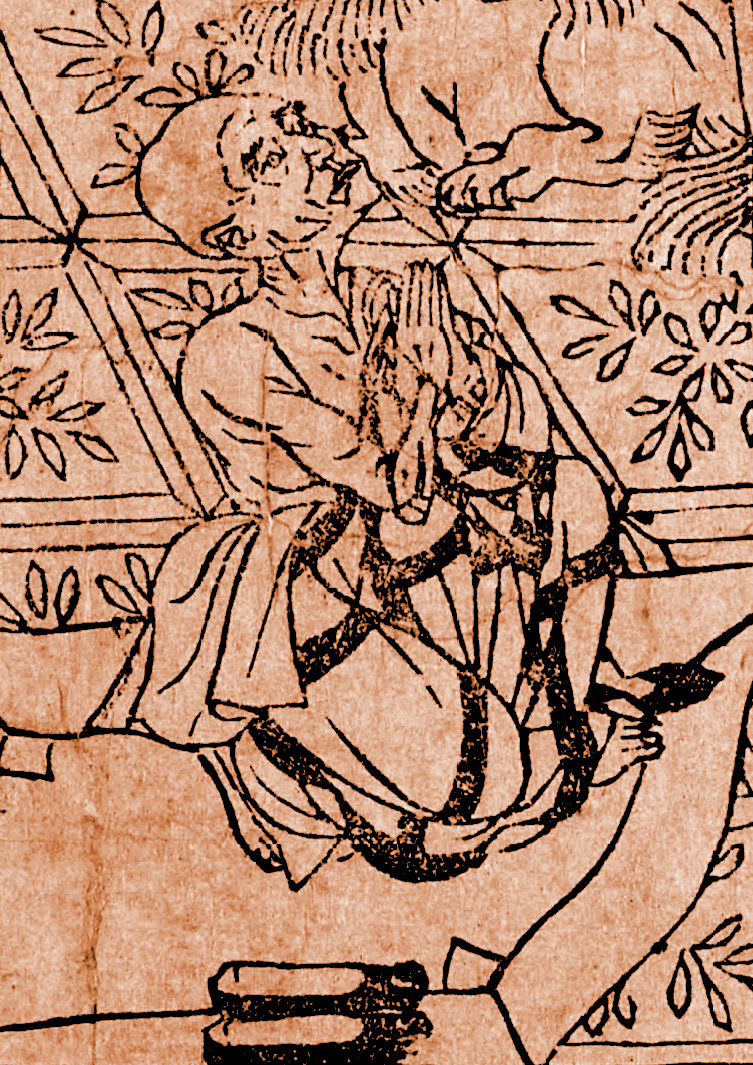
L'anziano Subhūti si rivolge al Buddha, nel più antico libro noto (Sūtra del Diamante).

Tra le tradizioni Mahāyāna, Subhūti è forse il più noto come discepolo con cui il Buddha parla quando impartisce il Sūtra del Diamante (sanscrito: Vajracchedikā Prajñāpāramitā Sūtra, cinese: 金剛 經 o 金剛 般若 經), un insegnamento importante all'interno del genere Prajñāpāramitā. Questo, insieme al Sūtra del Cuore (sanscrito: Prajñāpāramitā Hṛdaya, cinese: 心 經 o 般若 心 經), è uno dei sūtra più noti sia tra i praticanti che i non praticanti del buddismo. Subhūti è anche responsabile di gran parte dell'esposizione nei primi sutra Prajñāpāramitā.
Nel Sutra del Loto (sanscrito: Saddharma Puṇḍarīka Sūtra, cinese: 法 華 (花) 經 o 妙法 蓮華 (花) 經), capitolo 6 (conferimento di profezia), il Buddha conferisce profezie di illuminazione su Subhūti, insieme ad altri śrāvaka come Mahākāśyapa, Mahākātyāyana e Mahāmaudgalyāyana.

## Negli scritti Zen
Nel buddismo Zen, Subhūti appare in diversi koan, come questo: 
 Un giorno, in uno stato di sublime vuoto, Subhuti stava riposando sotto un albero quando i fiori iniziarono a cadere intorno a lui. "Ti lodiamo per il tuo discorso sul vuoto", sussurrarono gli dei a Subhuti. "Ma non ho parlato di vuoto", rispose Subhuti. "Non hai parlato di vuoto, non abbiamo sentito vuoto", hanno risposto gli dei. "Questo è il vero vuoto." I fiori si rovesciarono su Subhuti come pioggia. 

## Lignaggio dei lama Panchen
Nel lignaggio dei Lama Panchen del Tibet c'erano quattro incarnazioni "indiane" e tre incarnazioni tibetane del Buddha Amitabha prima di Khedrup Gelek Pelzang, che è riconosciuto come il primo Panchen Lama. Il lignaggio inizia con Subhuti.

## Nella letteratura cinese
Un personaggio basato su Subhūti appare nel romanzo classico cinese Il viaggio in Occidente, come insegnante del re delle scimmie Sun Wukong. La storia del primo incontro di Sun Wukong con Subhūti è stata una rappresentazione sulla storia Zen di Huineng che incontra Hongren, come raccontata nella Piattaforma Sūtra del buddismo Zen. A causa del ruolo che Subhūti svolge nella storia, il suo nome è rimasto familiare nella cultura cinese.